# Énergie éolienne en Suède

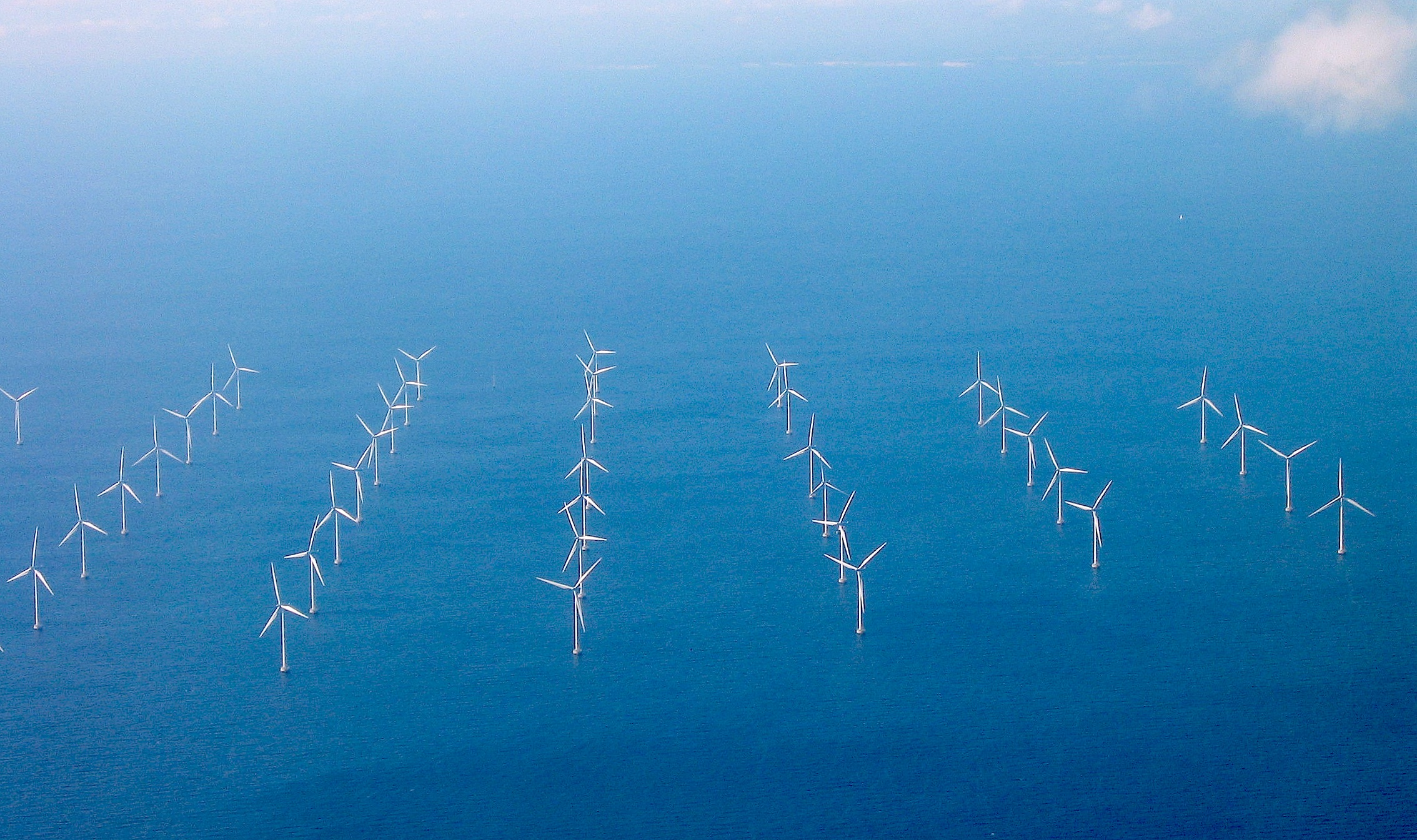
Le parc éolien de Lillgrund près de Malmö, plus important parc éolien en mer suédois.

L'énergie éolienne en Suède est devenue une source d'énergie importante, grâce à un potentiel éolien parmi les meilleurs au monde ; l'éolien fournissait 20,5 % de la production d'électricité du pays en 2023 et se développe rapidement.
La production d'électricité éolienne de la Suède était en 2024 au 4e rang de l'Union européenne (8,5 % du total de l'UE) et en 2023 au 10e rang mondial (1,5 % du total mondial). La part de l'éolien dans la production d'électricité suédoise place le pays au 7e rang mondial en 2023.
Sa puissance installée était en 2024 au 4e rang de l'UE (7,4 %) et au 10e rang mondial (1,5 %) ; elle a progressé de 6 % en 2024 ; la plupart de ses parcs éoliens sont terrestres ; sur le segment offshore, elle tient le 6e rang européen, loin derrière l'Allemagne et les Pays-Bas.
La Suède se situait en 2024 au 1er rang européen pour la puissance installée par habitant à 3,16 fois la moyenne de l'UE, devant la Finlande, le Danemark, l'Irlande et l'Allemagne.

## Potentiel éolien
Le potentiel éolien de l'Europe a été évalué par DTU Wind Energy (Université technique du Danemark) qui a publié un Atlas européen du vent pour les principaux pays et pour l'offshore. Cet atlas classe la Suède parmi les zones les plus favorables pour l'éolien, tout particulièrement sa côte occidentale.

## Histoire

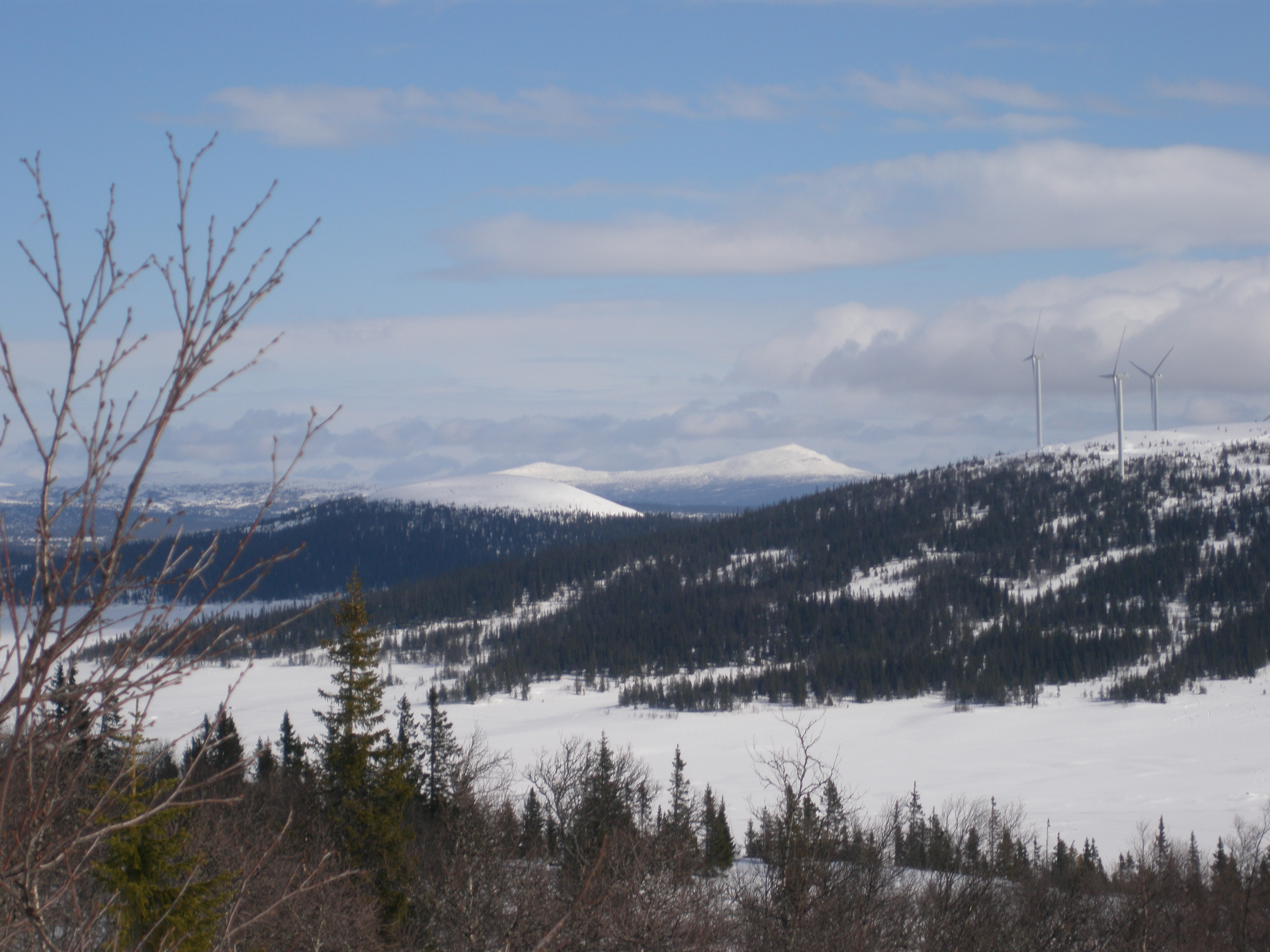
Éoliennes près du Mont Oldfjällen, paroisse d'Offerdal, commune de Krokom, Comté de Jämtland, 2010.

L'énergie éolienne a commencé à être évoquée en Suède avec le premier choc pétrolier dans les années 1970, ainsi que lors du débat sur le nucléaire dans les années 1980. Les premières éoliennes expérimentales furent installées à cette période, mais la production ne décolla qu'au début des années 1990.
Cette forme d'énergie est celle qui connait la plus forte croissance en Suède : la production éolienne annuelle est passée de 457 GWh (0,3 % de la production électrique) en 2000 à 15 479 GWh (10,2 % de la production électrique) en 2016 ; la progression a été particulièrement forte en 2011 : +75 %, puis s'est ralentie à +17 % en 2012 ; 2015 a connu une progression de 45 %, mais en 2016 la production a reculé de 5,2 %.

## Production
Selon EurObserv'ER, la production éolienne de la Suède s'est élevée à 41 467 GWh en 2024, en hausse de 21,1 % par rapport à 2023, soit 8,5 % du total de l'Union européenne (UE), au 4e rang des producteurs éoliens de l'UE, derrière l'Allemagne (28,5 %), l'Espagne (12,8 %) et la France (9,2 %).
La production éolienne de la Suède s'est élevée à 34 074 GWh en 2023, soit 20,5 % de la production d'électricité du pays.
L'Energy Institute estime la production éolienne de la Suède en 2023 à 34,3 TWh, soit 1,5 % de la production éolienne mondiale, au 10e rang mondial. La part de l'éolien dans la production d'électricité suédoise est estimée à 20,6 %, plaçant le pays au 7e rang mondial pour cet indicateur, derrière le Danemark (57,7 %), le Royaume-Uni (28,7 %), l'Allemagne (27,7 %), le Portugal (26,8 %), les Pays-Bas (23,6 %) et l'Espagne (22,8 %).
| Année | Production (GWh) | Accroissement | Part prod.élec. |
| 2000  | 457              |               | 0,3 %           |
| 2005  | 936              |               | 0,6 %           |
| 2006  | 987              | +5 %          | 0,7 %           |
| 2007  | 1 430            | +45 %         | 1,0 %           |
| 2008  | 1 996            | +40 %         | 1,3 %           |
| 2009  | 2 485            | +24 %         | 1,8 %           |
| 2010  | 3 502            | +41 %         | 2,4 %           |
| 2011  | 6 078            | +74 %         | 4,0 %           |
| 2012  | 7 165            | +18 %         | 4,3 %           |
| 2013  | 9 842            | +37 %         | 6,4 %           |
| 2014  | 11 234           | +14 %         | 7,3 %           |
| 2015  | 16 268           | +45 %         | 10,0 %          |
| 2016  | 15 479           | -4,9 %        | 9,9 %           |
| 2017  | 17 609           | +13,8 %       | 10,7 %          |
| 2018  | 16 623           | -5,6 %        | 10,2 %          |
| 2019  | 19 847           | +19,4 %       | 11,8 %          |
| 2020  | 27 526           | +38,7 %       | 16,8 %          |
| 2021  | 27 244           | -1,0 %        | 15,9 %          |
| 2022  | 33 253           | +22,1 %       | 19,2 %          |
| 2023  | 34 074           | +2,5 %        | 20,5 %          |
| 2024  | 41 467           | +21,1 %       |                 |

En 2023, la production éolienne de la Suède a représenté 7,2 % du total de l'UE, au 4e rang des producteurs éoliens de l'Union européenne (UE), derrière l'Allemagne (29,8 %), l'Espagne (13,5 %) et la France (10,6 %).
En 2022, la production éolienne de la Suède s'est placée au 4e rang des producteurs éoliens de l'Union européenne (UE), avec 7,9 % du total de l'UE, derrière l'Allemagne (29,9 %), l'Espagne (14,9 %) et la France (9,0 %).
Selon le rapport du programme européen Copernicus,  certaines parties du nord-ouest et du centre de l’Europe ont connu en 2021 des vitesses de vent moyennes annuelles les plus faibles depuis au moins 1979, qui ont fortement réduit le potentiel de production d’énergie éolienne dans de nombreux pays de l’Union. En 2022, les conditions de vent ont été meilleures en Europe du Nord.
La Suède était en 2018 le 6e producteur d’électricité éolienne d'Europe, avec 16,7 TWh, en recul de 5,1 % par rapport à 2017, derrière la France (27,9 TWh) et l'Italie (17,5 TWh) ; sa production représentait 4,4 % du total européen.
En 2016, l'éolien fournissait 15 479 GWh avec une puissance installée moyenne de 6 126 MW ; le taux moyen d'utilisation de la puissance installée était donc de 27,4 %.
La Suède était en 2015 le 5e producteur d’électricité éolienne d'Europe, avec 16,5 TWh, en progression de 47 % par rapport à 2014, juste derrière la France (21,1 TWh) ; sa production représentait 7,6 % du total européen.

## Puissance installée

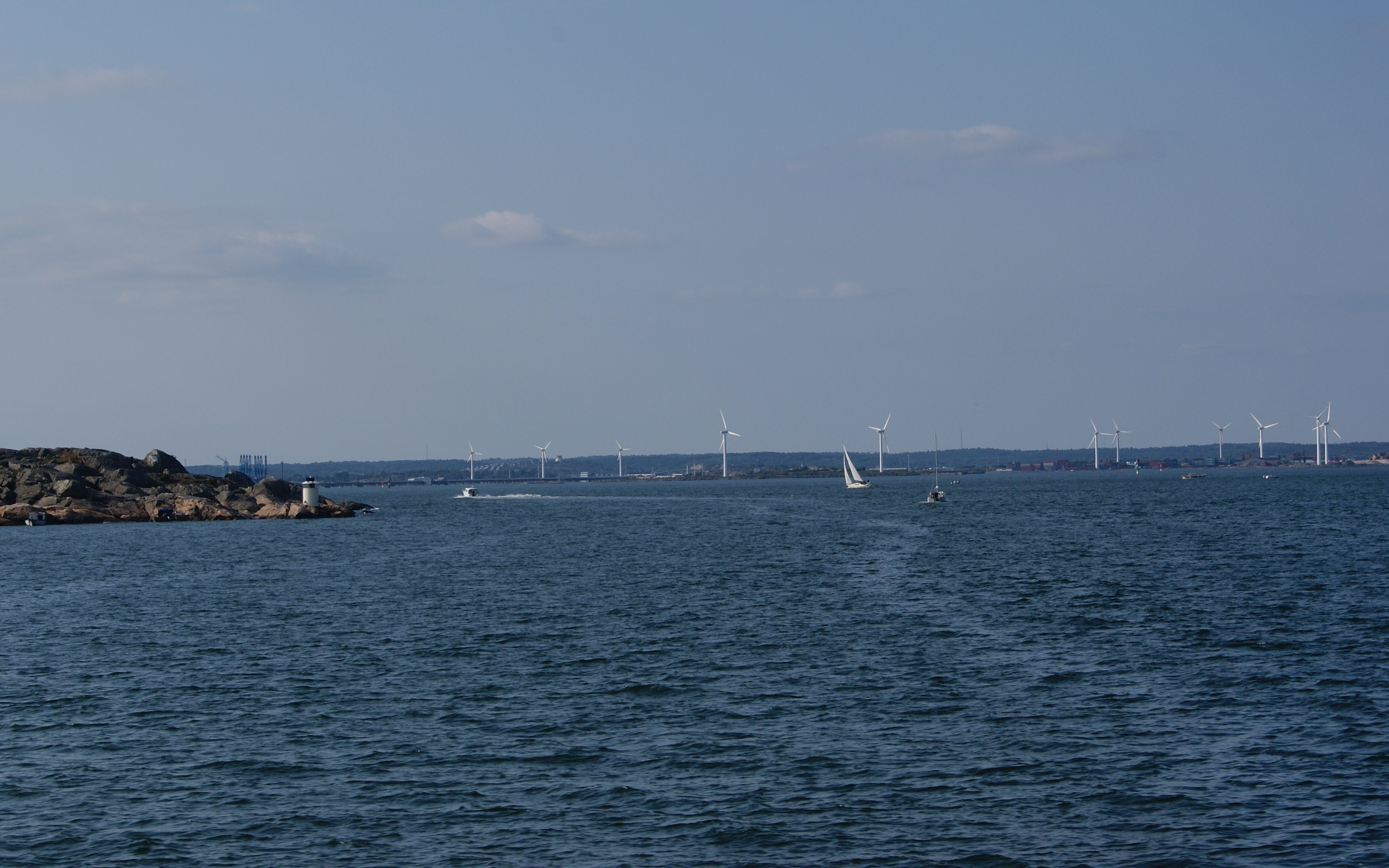
Parc éolien près de Göteborg.

La Suède a installé 1 015 MW en 2024, portant sa puissance installée éolienne à 17 221 MW fin 2024 (+6,1 %), soit 7,4 % du total de l'Union européenne (UE), au 4e rang européen, derrière l'Allemagne (72 786 MW, soit 31,4 %), l'Espagne (31 853 MW, 13,7 %) et la France (24 966 MW, 10,8 %). Sa part du marché de l'UE en 2024 était de 4,9 %, au 5e rang derrière l'Allemagne (4 052 MW, soit 19,6 %), la Finlande (1 413 MW, soit 6,8 %), la France (1 158 MW, soit 5,6 %) et les Pays-Bas (1 024 MW, 4,9 %).
La puissance installée par habitant de la Suède s'élevait en 2024 à 1 632,1 W, soit 3,16 fois la moyenne de l'UE (516,2 W), au 1er rang européen devant la Finlande (1 491,5 W), le Danemark (1 257,1 W), l'Irlande (922 W) et l'Allemagne (872,1 W).
Au niveau mondial, la Suède se situe au 10e rang avec 1,5 % du total mondial en 2024, loin derrière la Chine (45,8 %), les États-Unis (13,6 %), l'Allemagne (6,4 %) et l'Inde (4,2 %). Les nouvelles installations d'éoliennes en Suède ont représenté 0,9 % du marché mondial, au 12e rang mondial, loin derrière la Chine (68 %), les États-Unis (3,5 %) et l'Allemagne (3,4 %).
En 2023, la Suède a installé 1 858 MW, portant sa puissance installée éolienne à 16 134 MW fin 2023 (+13 %), soit 7,4 % du total de l'Union européenne (UE), au 4e rang européen, derrière l'Allemagne (31,8 %), l'Espagne (14,1 %) et la France (10,2 %). Sa part du marché de l'UE en 2023 était de 11,9 %, au 3e rang derrière l'Allemagne (24,5 %) et les Pays-Bas (12,7 %).
Au niveau mondial, la Suède se situait au 10e rang avec 1,6 % du total mondial en 2023, loin derrière la Chine (43,5 %), les États-Unis (14,7 %), l'Allemagne (6,8 %) et l'Inde (4,4 %). Les nouvelles installations d'éoliennes en Suède ont représenté 1,7 % du marché mondial, au 6e rang mondial, derrière la Chine (65 %), les États-Unis (5,5 %), le Brésil (4,1 %) et l'Allemagne (3,3 %).
La Suède a installé 2 469 MW en 2022, portant sa puissance installée éolienne à 14 585 MW fin 2022 (+20,4 %). Elle se classe au 4e rang européen avec 7,2 % du total de l'Union européenne, derrière l'Allemagne (32,7 %), l'Espagne (14,3 %) et la France (9 %). Sa part du marché de l'Union européenne en 2022 était de 16,5 %, au 2e rang derrière l'Allemagne (2 747 MW) et devant la Finlande 2 429 MW.
La puissance installée par habitant de la Suède s'élevait en 2022 à 1 395,4 W, soit 3,08 fois la moyenne de l'UE (453,7 W), au 1er rang européen devant le Danemark, la Finlande, l'Irlande et l'Allemagne.
Au niveau mondial, la Suède se situe au 9e rang avec 1,6 % du total mondial en 2022, loin derrière la Chine, les États-Unis, l'Allemagne et l'Inde. Les nouvelles installations d'éoliennes en Suède ont représenté 3,1 % du marché mondial, au 5e rang mondial, derrière la Chine (48,5 %), les États-Unis (11,1 %), le Brésil (5,2 %) et l'Allemagne (3,5 %). En 2021, la Suède avait installé 2 104 MW.
La Suède a installé 1 588 MW d'éoliennes en 2019, portant la puissance installée de son parc éolien à 8 985 MW, en progression de 21,5 %, au 6e rang européen avec 4,7 % du parc éolien de l'Union européenne, loin derrière l'Allemagne (61 357 MW). Le marché suédois a été en 2019 le quatrième marché européen avec 10 % de ce marché, derrière le Royaume-Uni, l'Espagne et l'Allemagne.
La Suède a installé 809 MW d'éoliennes en 2018, portant la puissance installée de son parc éolien à 7 407 MW (+12 %), au 6e rang européen avec 4,1 % du total européen.
Selon GWEC, la puissance installée éolienne en Suède atteignait 7 418 MW fin 2018, au 11e rang mondial avec 1,2 % du total mondial, en augmentation de 717 MW (+11,0 %), ce qui représente 6 % du marché européen.
La Suède se situait en 2017 au 3e rang européen pour la puissance installée par habitant : 672,4 W/hab, derrière le Danemark : 960,3 W/hab et l'Irlande : 704,7 W/hab, alors que la moyenne de l'Union européenne était de 330,2 W/hab.

## Éolien en mer

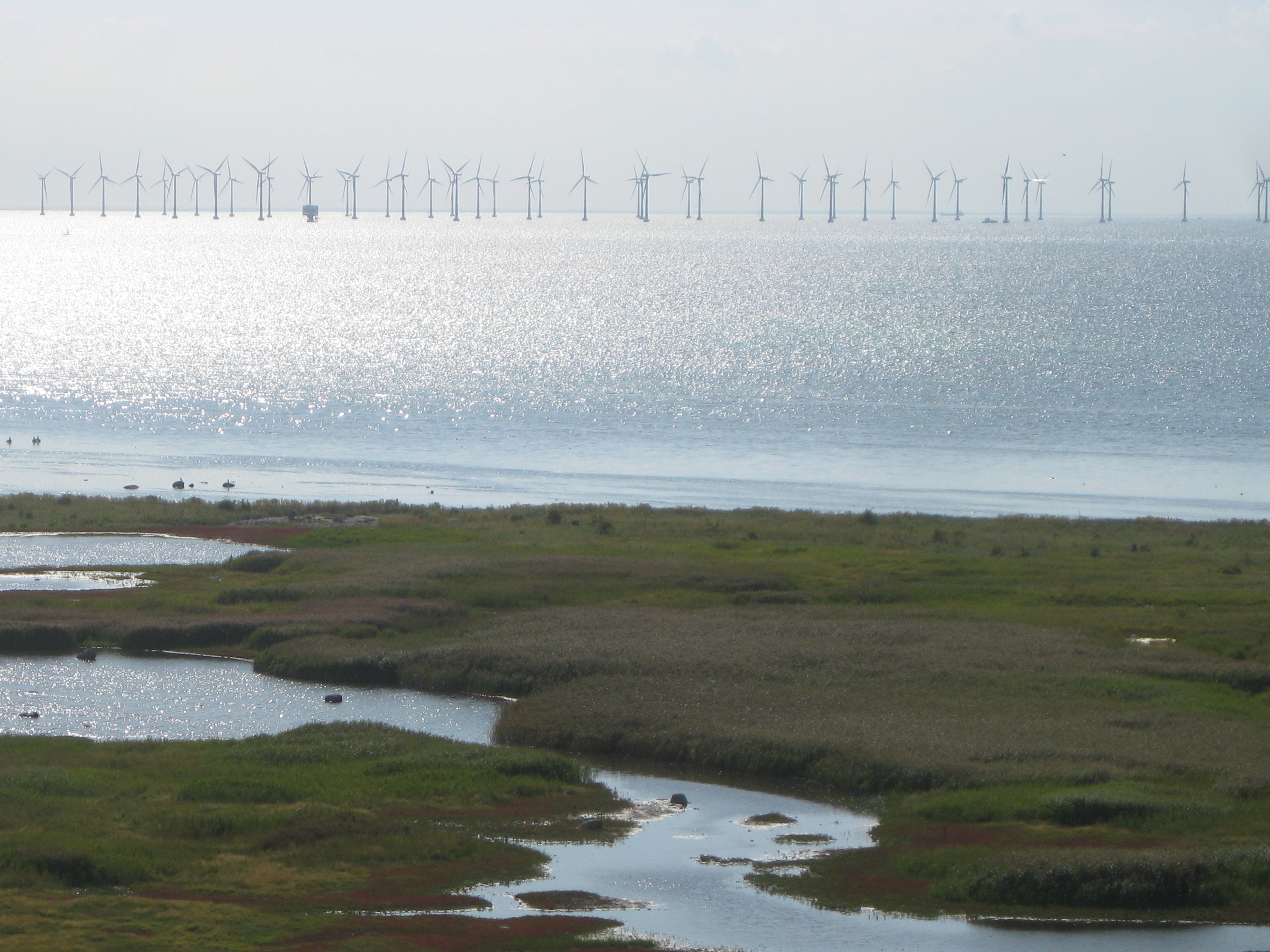
Parc éolien de Lillgrund vue du rivage en 2009.

Selon EurObserv'ER, la production d'électricité des éoliennes en mer suédoises s'est élevée à 644 GWh en 2024, soit 1,6 % de la production éolienne du pays et 1 % de la production éolienne maritime de l'Union européenne (UE), loin derrière l'Allemagne (26,08 TWh, soit 41 %) et les Pays-Bas (15,49 TWh, 24,4 %).
La puissance installée des éoliennes en mer s'élevait à 193 MW fin 2024, sans changement depuis 2018, au 6e rang de l'Union européenne, loin derrière l'Allemagne (9 215 MW), les Pays-Bas (4 748 MW), le Danemark (2 641 MW), la Belgique (2 262 MW) et la France (1 508 MW)).
La production d'électricité des éoliennes en mer suédoises s'est élevée à 550 GWh en 2023, soit 1,6 % de la production éolienne du pays et 1 % de la production éolienne maritime de l'Union européenne (UE), loin derrière l'Allemagne (23,88 TWh, soit 43,6 %) et les Pays-Bas (11,45 TWh, 21,1 %).
La puissance installée des éoliennes en mer s'élevait à 195,8 MW fin 2018, au 6e rang européen, en recul de 3,5 % du fait du déclassement de sept turbines du parc  d'Utgrunden I (10,5 MW) et d'un gain de 3,3 MW au parc de Bockstigen grâce au remplacement des rotors et des pales de cinq turbines ; les éoliennes en mer ont produit 636 GWh.
Les éoliennes en mer totalisaient 202 MW fin 2017, au 7e rang mondial, loin derrière le Royaume-Uni : 6 836 MW et l'Allemagne : 5 355 MW, sans changement par rapport à 2015 ; elles représentent 3,0 % de la puissance éolienne totale du pays.
Les éoliennes sont très majoritairement terrestres (92 % de l'énergie éolienne produite en 2011) ; les 71 éoliennes en mer avaient une puissance de 163,4 MW et ont produit 490 GWh en 2011 ; le plus grand parc en mer, Lillgrund, a été mis en service en 2007 avec 48 éoliennes et plus de 110 MW.

## Principaux parcs éoliens

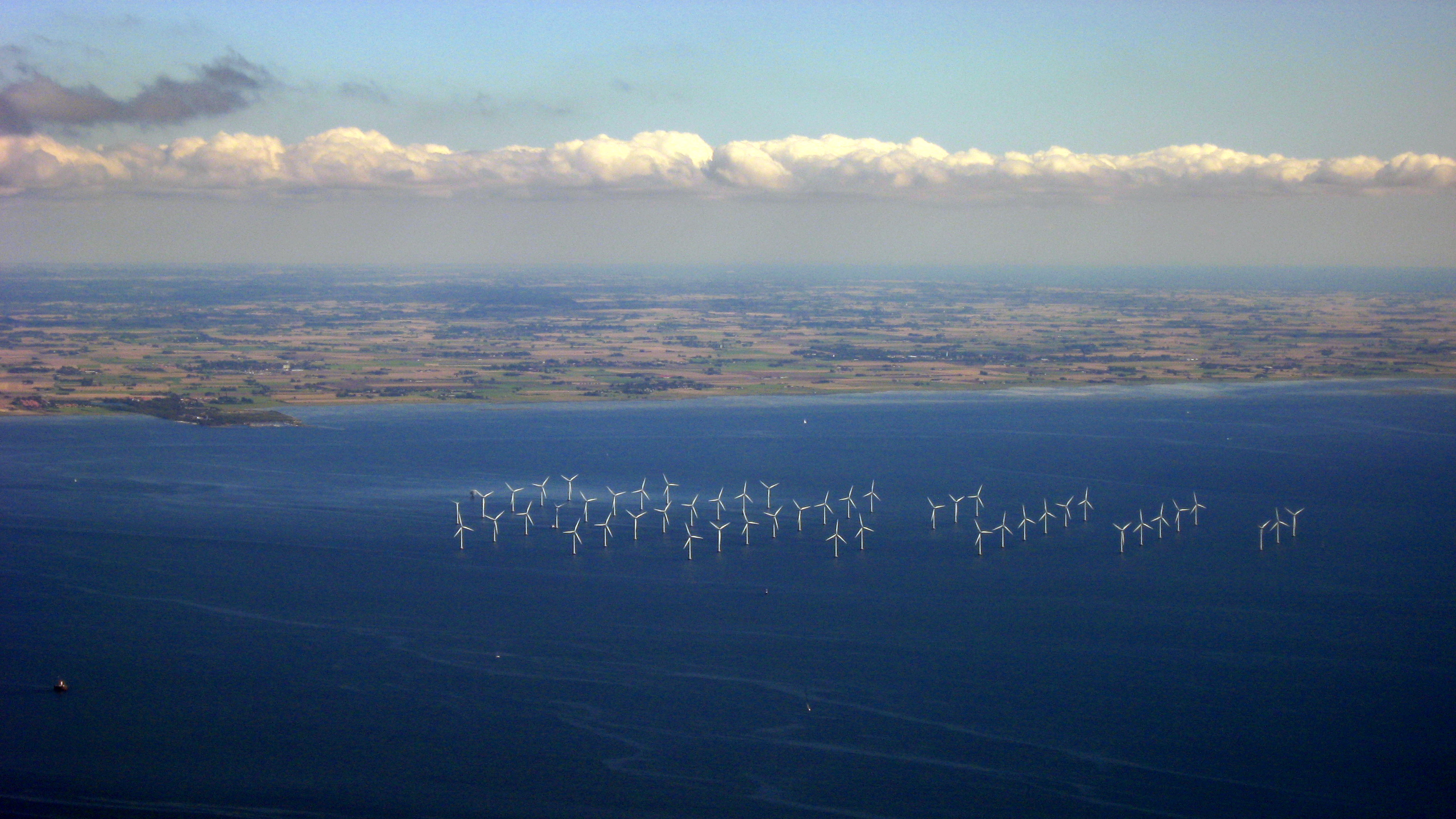
Le parc éolien offshore de Lillgrund en Suède.

La base de données de The Windpower recense 1 119 parcs éoliens suédois totalisant 88,8 GW en avril 2023, dont 14,09 GW en service, 2,14 GW en construction, 1,02 GW approuvés et 71,48 GW de parcs en mer en projet.
Le projet de complexe éolien de Markbygden, sur 450 km2 dans la commune de Piteå dans le comté de Norrbotten, prévoit l'installation de 1100 turbines d'une puissance de 2200 à 4 000 MW produisant 8 à 12 TWh/an ; la première phase du projet, comprenant 314 turbines, soit 1 000 MW pour 2,8 TWh/an, a démarré en 2012 et a été en partie mise en service en 2013.
Le parc éolien de Blaiken dans le nord de la Suède comprendra 100 turbines totalisant 250 MW ; sa construction a débuté en 2011 et se terminera en 2015.
Le parc éolien de Lillgrund, mis en service en 2007 près de Malmö, est le plus important parc éolien en mer suédois avec 48 turbines de 110 MW au total.
Les éoliennes suédoises sont principalement concentrées dans le Västra Götaland (19,2 % de la production du pays en 2011) et celui de Scanie (17,8 %) ; 154 des 290 municipalités suédoises ont des éoliennes connectées au réseau ; la plus équipée est Gotland (177 éoliennes ; production en 2011 : 177 GWh). La taille des éoliennes augmente progressivement : avant 2004, la grande majorité avaient moins d'un MW ; la majorité des éoliennes installées au cours de 2011 dépassaient 2 MW.

## Politique énergétique

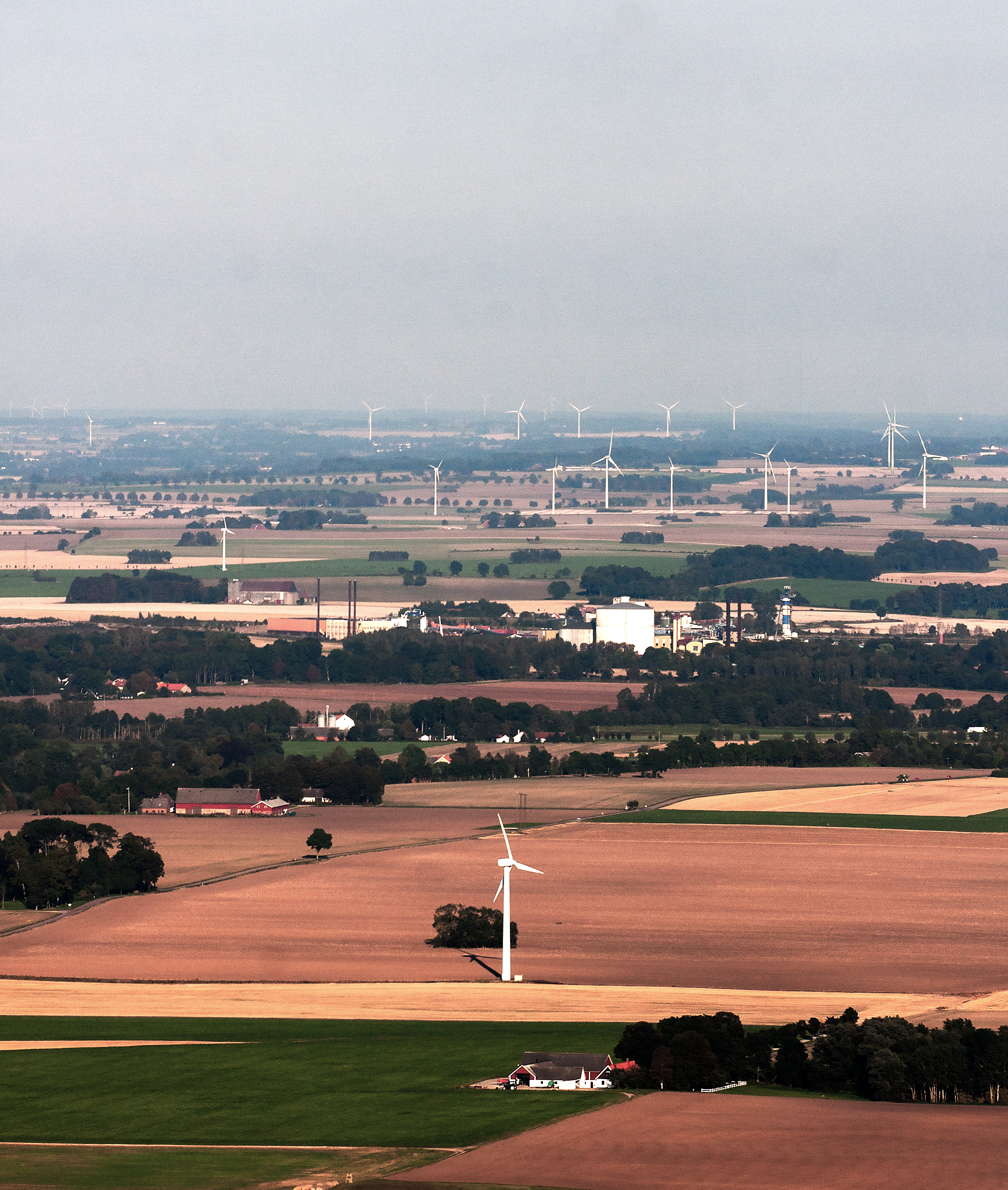
Éoliennes en Scanie, 2014

Le gouvernement suédois a fixé en 2009 un cadre de planification pour la production éolienne en 2020 : 30 TWh, dont 20 terrestres et 10 offshore.
L'Agence suédoise de l'énergie a identifié 423 « zones désignées d'intérêt national » pour l'énergie éolienne, représentant au total 2,2 % du territoire national. Il existe une subvention gouvernementale (miljöbonus) pour favoriser la construction d'éoliennes en mer (elle existait aussi jusqu'en 2008 pour les éoliennes onshore).
En 2019, les aides à l'éolien revêtent la forme de certificats d'électricité suédo-norvégiens, mais la valeur de ces certificats décroît et ils doivent disparaître après 2021.
En décembre 2022, un rapport commandé par le gouvernement prévoit que l'éolien terrestre devrait représenter jusqu'en 2035 la plus grande partie de l'augmentation prévue de la production d'électricité, qui pourrait doubler d'ici 2035 dans le scénario haut.
En novembre 2024, le gouvernement suédois décide de rejeter 13 projets de fermes éoliennes en mer Baltique parce que, selon lui, ils pourraient faire perdre un temps précieux aux opérations de ses sous-marins en cas d'attaque de navires, ou de missiles russes. Il considère que la sécurité de la nation est « prioritaire » sur le développement de l'électricité éolienne. Les projets annulés affichaient une capacité combinée théorique de 140 TWh, équivalant à la demande d'électricité du pays.

## Oppositions aux éoliennes
Une forte opposition contre les éoliennes s'est développée en Suède : l'Association pour la protection du paysage suédois  regroupe plus de 20 000 adhérents et organise des manifestations dans toutes les régions. Treize membres du Comité de l'Énergie de l'académie Royale Suédoise ont publié en avril 2012 une prise de position dénonçant le gaspillage de subventions dans l'énergie éolienne, inutile dans le contexte du système électrique suédois, subventions qui seraient beaucoup plus intelligemment utilisées dans la réduction de l'utilisation de combustibles fossiles par le secteur des transports.

### Ouvrages - publications
: document utilisé comme source pour la rédaction de cet article.
- Baromètre éolien 2025, EurObserv'ER, 1er avril 2025 (lire en ligne [PDF]).
- Baromètre éolien 2024, EurObserv'ER, 28 mars 2024 (lire en ligne [PDF]). .
- Baromètre éolien 2023, EurObserv'ER, 28 mars 2023 (lire en ligne [PDF]).